# St. Jakob-Park
St. Jacob Park é um estádio de futebol localizado em Basileia, na Suíça, com capacidade para 42 500 torcedores. É a casa do FC Basel.
Inaugurado em 25 de abril de 1954 com um amistoso entre Suíça e Alemanha Ocidental, foi palco de jogos da Copa do Mundo de 1954, incluindo o histórico 8 a 3 entre a Hungria e a Alemanha Ocidental, na 1ª Fase.
Em 1998 o antigo estádio foi demolido e começou a construção do novo St. Jakob Park, que durou dois anos e meio, sendo inaugurado em 15 de março de 2001, custando 220 milhões de francos suíços.
Foi sede do jogo de abertura da Eurocopa de 2008, além de outras cinco partidas.
Foi sede da final da UEFA Europa League de 2015-16, com vitoria do Sevilla sobre o Liverpool (3x1).

## Eurocopa 2008
| Data                | Hora (CET) | Time #1       | Resultado    | Time #2  | Rodada            | Público |
| ------------------- | ---------- | ------------- | ------------ | -------- | ----------------- | ------- |
| 7 de junho de 2008  | 18:00      | Suíça         | 0 – 1        | Chéquia  | Grupo A           | 39.730  |
| 11 de junho de 2008 | 20:45      | Suíça         | 1 – 2        | Turquia  | Grupo A           | 39.730  |
| 15 de junho de 2008 | 20:45      | Suíça         | 2 – 0        | Portugal | Grupo A           | 39.730  |
| 19 de junho de 2008 | 20:45      | Portugal      | 2 – 3        | Alemanha | Quartas-de-finais | 39.374  |
| 21 de junho de 2008 | 20:45      | Países Baixos | 1 – 3 (pro.) | Rússia   | Quartas-de-final  | 38.374  |
| 25 de junho de 2008 | 20:45      | Alemanha      | 3 – 2        | Turquia  | Semifinal         | 39.374  |